# Sven Rampf
Sven Rampf (né le 21 octobre 1971 à Pfronten) est un ancien joueur professionnel allemand de hockey sur glace.

## Carrière
Rampf commence sa carrière au EV Pfronten en Oberliga puis au EV Füssen en 2. Bundesliga. Il découvre l'élite lors de la saison 1992-1993 en tant que gardien remplaçant de l'EV Krefeld.
Lors de la saison 1995-1996, il rompt son contrat de titulaire avec l'EHC Timmendorfer Strand 06 en 2. Bundesliga pour rejoindre l'EC Hannover Indians en DEL comme remplaçant. Puis il signe pour une saison avec les Ayr Scottish Eagles en Ice Hockey Superleague où il est titulaire. Mais il revient en Allemagne en 1997 au sein de l'Adendorfer EC en 2. Bundesliga. La saison suivante, il retrouve l'élite avec les Adler Mannheim et devient champion. Malgré les vingt matchs joués avec Mannheim, il signe en 1999 pour le Augsburger Panther où il est titulaire deux saisons. Après 2001, il quitte l'élite pour jouer une saison en 2. Bundesliga puis entre l'Oberliga et la Bayernliga. Durant la saison 2006-2007, il va le temps des play-off au Augsburger Panther puis au SC Riessersee. Il arrête sa carrière en 2009 avec l'EV Pfronten en quatrième division.